# Путята Іван Семенович
Іван Путята Друцький (?—після 1466) — державний і військовий діяч Великого князівства Литовського. Засновник роду Путятичів.

## Життєпис
Походив з князівського роду Друцьких. Другий син Семена Друцького. Вперше письмово згадується в 1422 році як один з гарантів Мельненського миру між Литовою і Тевтонським орденом. У 1424 році разом зі старшим братом Іваном Бабою Друцьким був посланий великим князем Вітовтом на допомогу московським військам для відбиття набігу ханича Худайдата з Золотої Орди, що атакував Одоєвське князівство.
Увійшов до почту Свидригайла Ольгердовича, ставши 1430 року членом великнязівської Ради.  Брав участь у перемовинах з братом останнього Ягайлом і Тевтонським орденом в 1430—1431 роках. був одним з підписакнтів литовсько-тевтонських і польсько-литовських договорів. 1433 року призначено намісником смоленським. Брав активну участь у війні проти Сигізмунда Кейстутовича. 1435 року після поразки Свиджригайла втратив смоленське намісництво, але зберіг права на Друцьке князівство.
У 1437—1438 роках Іван путята підписав привілеї, що було надані Свідрігайлом Ольгердовичем Луцьку. В 1440 року, після поразки Свидригайла повернувся до Литви, де зустрічав Казимира Ягеллончика, який став великим князем Литовським. Не пізніше 1443 року одержав від нього Слобідку в Оршанському повіті. Помер після 1466 року.

## Родина
- Василь Путяти, засновник лінії князів Друцьких-Горських
- Іван Путятич, засновник гілки князів Путятиних в Новгородській землі
- Дмитро Путятич (д/н—1505), воєвода Київський
- Михайло Путятич, засновник гілки князів Шишевських-Толочинських